# Bobby Bowden

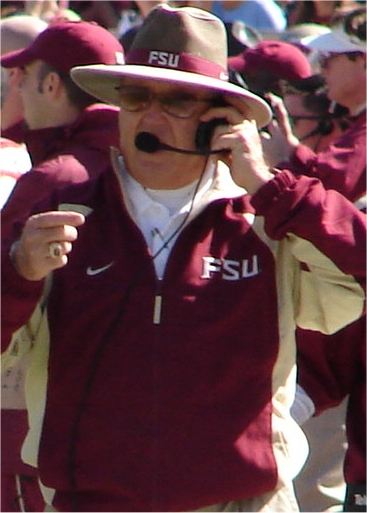
Bobby Bowden, 2006

Robert Cleckler Bowden (* 8. November 1929 in Birmingham, Alabama; † 8. August 2021 in Tallahassee, Florida) war ein amerikanischer Trainer im Bereich des College Football. Er fungierte von 1976 bis 2010 als Cheftrainer der Florida State Seminoles von der Florida State University und wurde 2006 in die College Football Hall of Fame aufgenommen. Mit zwei nationalen Meistertiteln, zwölf Meisterschaften der Atlantic Coast Conference, 22 Siegen in Bowl-Spielen und insgesamt 389 gewonnenen Spielen zählt er zu den erfolgreichsten Trainern in der Geschichte des College Football.

## Leben
Bobby Bowden wurde 1929 in Birmingham, Alabama geboren und begann seine Trainerkarriere, nachdem er 1948 für die Alabama Crimson Tide der University of Alabama und von 1949 bis 1952 für das Howard College (heute Samford University) als Quarterback und Runningback gespielt hatte.
Seine ersten Stationen als Trainer waren das Howard College (1954/1955 und 1959–1962) und das South Georgia College (1956–1958). Von 1963 bis 1965 trainierte er für die Florida State Seminoles der Florida State University die Wide Receiver. Anschließend wechselte er von 1966 bis 1975 an die West Virginia University, wo er für die West Virginia Mountaineers zunächst die Offensivmannschaft betreute und ab 1970 als Cheftrainer fungierte. 1976 übernahm er die Position des Cheftrainers bei den Florida State Seminoles. Im Alter von 80 Jahren erklärte er seinen Rückzug von dieser Funktion nach der Saison 2009/2010 und dem Gator Bowl am 1. Januar 2010 zwischen der Florida State University und der West Virginia University.
Bobby Bowden war seit 1949 verheiratet und hatte sechs Kinder. Drei seiner Söhne waren ebenfalls als Trainer im College Football aktiv, darunter Jeff Bowden im Trainerstab seines Vaters als Offensivkoordinator bei den Florida State Seminoles. Über seine Erfahrungen als Trainer hat er mehrere Bücher verfasst.

## Sportliche Erfolge und Auszeichnungen
Bobby Bowden zählt zu den erfolgreichsten Trainern in der Geschichte des College Football und gewann in seinen 34 Jahren als Cheftrainer der Florida State Seminoles, darunter nur eine Saison mit negativer Gesamtbilanz, in den Jahren 1993 und 1999 zwei nationale Meisterschaften sowie zwischen 1992 und 2005 zwölfmal die Meisterschaft der Atlantic Coast Conference. Darüber hinaus erreichte die Mannschaft unter seiner Führung von 1987 bis 2000 insgesamt 14 Spielzeiten in Folge mit einer Platzierung unter den besten fünf Mannschaften landesweit. Zwei Spieler der Florida State University, Charlie Ward (1993) und Chris Weinke (2000), erhielten während seiner Zeit die von der National Collegiate Athletic Association verliehene Heisman Trophy für den herausragendsten Spieler des Jahres.
Seine Gesamtbilanz von 389 Siegen bei 129 Niederlagen und vier unentschiedenen Spielen sowie 22 gewonnenen Bowl-Spielen bei 33 Teilnahmen wird nur von Joe Paterno übertroffen. Von diesen wurden der Mannschaft allerdings zwölf Saison-Siege und ein gewonnenes Bowl-Spiel aus den Jahren 2006 und 2007 aufgrund des Einsatzes nicht spielberechtigter Spieler nachträglich wieder aberkannt. Bobby Bowden ist einer von nur drei Trainern in der Geschichte des College Football mit mehr als 500 Spielen. Am 5. Dezember 2006 wurde er in die College Football Hall of Fame aufgenommen. Das Football-Spielfeld im Heimstadion der Florida State Seminoles trägt als Bobby Bowden Field at Doak Campbell Stadium seit 2004 seinen Namen. Im Jahr 2011 erhielt er von der American Football Coaches Association den nach Amos Alonzo Stagg benannten Amos Alonzo Stagg Award.

## Werke (Auswahl)
- Winning’s Only Part of the Game: Lessons of Life and Football. New York 1996
- The Bowden Way: 50 Years of Leadership Wisdom. Atlanta 2001
- Bobby Bowden’s Tales from the Seminole Sideline. Champaign 2004

## Weiterführende Veröffentlichungen
- Ray G. Schneider, Paul M. Pederson, Ross Obley: Bobby Bowden: Win by Win. Arcadia Publishing, Charleston 2003, ISBN 0-73-851544-2